# E'a Api
E'a Api (« Voie nouvelle ») est un parti politique polynésien autonomiste, actif de 1965 à 1988. Il est renommé Te E'a no Maohinui (« La voie de la grande Tahiti ») en 1985.
Après un premier résultat important aux élections territoriales de 1967 (en), le parti s'impose aux côtés du Front uni pour l'autonomie interne en 1977 (en). Son fondateur, le député Francis Sanford, devient vice-président du Gouvernement. Cependant, le Front et E'a Api connaissent plusieurs conflits qui amènent à des échecs électoraux pour la formation originelle, qui disparait après avoir tenté de se refonder en 1985 autour de la figure de Daniel Millaud.

## Historique
Le parti Te Ea Api no Polynesia (« La voie nouvelle de la Polynésie »), raccourci en E'a Api, est fondé le 9 juin 1965 par Jean Millaud et Francis Sanford, maire de Faaa, respectivement nommés président et vice-président. Le parti obtient ses premiers élus deux ans plus tard : Sanford est élu député face au candidat sortant John Teariki de Here ai'a, et, dans le cadre d'une alliance avec ce même parti aux élections territoriales (en), il obtient neuf sièges sur les trente de l'Assemblée de la Polynésie française. C'est un nombre important qui permet à Sanford de s'opposer aux politiques mises en œuvre successivement par Rudy Bambridge puis Gaston Flosse.
L'alliance est reconduite pour les élections sénatoriales de 1971 et permet l'élection de Pouvanaa Oopa de Here ai'a. Ce dernier a pour suppléant le neveu de Jean Millaud, Daniel Millaud, introduit au sein du parti par Sanford et devenu président du groupe E'a Api à l'Assemblée territoriale. David Millaud succède à Pouvanaa Oopa à son décès en 1977, puis est réélu en 1980. Francis Sanford, avec comme suppléant John Teariki, est réélu député face à Gaston Flosse jusqu'à sa démission en 1977, où Maco Tevane ne parvient pas à être réélu. L'alliance entre E'a Api et Here ai'a n'est pas maintenue pour les élections territoriales de 1972, qui voient la représentation du parti baisser de neuf à six sièges, mais avant de l'être de nouveau, élargie, aux élections suivantes en 1977 (en). Le nouveau Front uni pour l'autonomie interne, formé avec Here ai'a et Te Autahoeraa, s'impose suffisamment pour que Francis Sanford puisse obtenir la vice-présidence du Gouvernement de la Polynésie française.
Cependant, au cours de son mandat, le Front uni se disloque. Émile Vernaudon, secrétaire général de E'a Api, scissionne pour fonder le parti Ai'a Api. Les élections de 1982 (en) confirment l'affaiblissement du parti, dépassé par Here ai'a et Ai'a Api : seul Sanford parvient à maintenir son siège.
Face à cette perte d'influence, Francis Sanford tente de relancer son parti, passant par un renommage, en Te E'a no Maohinui (« La voie de la grande Tahiti »), et un renouvellement du bureau. Sanford est nommé président d'honneur et Daniel Millaud président. Jean-Marius Raapoto et Marcel Millaud sont nommés vice-présidents. Le parti tente d'imposer Daniel Millaud comme un recours à la présidence de Gaston Flosse, mais celui-ci souffre de problèmes de santé. Il ne parvient pas à organiser un deuxième congrès et éclate finalement en 1988, les échecs électoraux et les conflits internes ayant en raison de lui.
David Millaud prend sa retraite politique l'année suivante, en 1989. Jean-Marius Raapoto fonde Tireo en 1991, parti éphémère, avant de rejoindre Tavini huiraatira.